# Островка (приток Стыра)
Островка (укр. Острівка) — река в Шептицком районе Львовской области Украины. Левый приток реки Стыр (бассейн Днепра).
Длина реки 24 км, площадь бассейна 161 км². Река почти полностью канализирована, русло выпрямлено, пойма местами заболочена.
Истоки расположены на южной окраине города Радехов. Течёт в основном на юго-восток в пределах Малого Полесья. В нижнем течении протекает у южной околицы посёлка городского типа Лопатин. Впадает в Стыр севернее села Станиславчик.